# Tennis als Jocs Olímpics d'estiu de 1996
Els Jocs Olímpics d'Estiu de 1996 celebrats a la ciutat d'Atlanta, Geòrgia, Estats Units, es van disputar 4 proves tennístiques, dues en categoria masculina i dues en categoria femenina, tant a nivell individual com en dobles. La competició se celebrà al Stone Mountain Tennis Center de Stone Mountain sobre pista dura.
Aquesta fou la primera vegada en la història de les olimpíades que es concedí una única medalla de bronze en cada competició. Hi participaren un total de 179 tennistes, entre ells 93 homes i 83 dones, de 55 comitès nacionals diferents.

## Resum de medalles

### Categoria masculina
| Prova      | Or                                        | Argent                            | Bronze                                       |
| Individual | Andre Agassi                              | Sergi Bruguera                    | Leander Paes                                 |
| Dobles     | AustràliaTodd Woodbridge · Mark Woodforde | Regne UnitNeil Broad · Tim Henman | AlemanyaMarc-Kevin Goellner · David Prinosil |

### Categoria femenina
| Prova      | Or                                              | Argent                              | Bronze                                             |
| Individual | Lindsay Davenport                               | Arantxa Sánchez Vicario             | Jana Novotná                                       |
| Dobles     | Estats UnitsGigi Fernández · Mary Joe Fernández | TxèquiaJana Novotná · Helena Suková | EspanyaConchita Martínez · Arantxa Sánchez Vicario |

## Medaller
| Posició | País         | Or | Argent | Bronze | Total |
| 1       | Estats Units | 3  | 0      | 0      | 3     |
| 2       | Austràlia    | 1  | 0      | 0      | 1     |
| 3       | Espanya      | 0  | 2      | 1      | 3     |
| 4       | Txèquia      | 0  | 1      | 1      | 2     |
| 5       | Regne Unit   | 0  | 1      | 0      | 1     |
| 6       | Alemanya     | 0  | 0      | 1      | 1     |
| 6       | Índia        | 0  | 0      | 1      | 1     |
| Total   | Total        | 4  | 4      | 4      | 12    |